# Ilene Chaiken
Ilene Chaiken (30 de junio de 1956, en Elkins Park, Pennsylvania) es una escritora y productora ejecutiva de series de televisión y películas. Escribió el guion de la película Barb Wire, en el año 1996, y las películas de televisión Dirty Pictures (2000) y Damaged Care (2002), que la dieron a conocer antes del éxito mundial de la serie The L Word. También fue coordinadora en la producción de The Fresh Prince of Bel-Air.
Antes de escribir y producir, Chaiken fue agente para la Creative Artists Agency, y como ejecutiva para Aaron Spelling y Quincy Jones Entertainment.
Su pareja actual es Lou Anne Brickhouse y tiene dos hijas gemelas,Tallulah y Augusta, de su pareja anterior la arquitecta inglesa Miggi Hood.

## Filmografía
Director:
- The L Word (2007)

Producción:
- Satisfaction (1988)

- The Fresh Prince of Bel-Air (1991–1992)

- The L Word (2007)

Guionista:
- Barb Wire (1996)

- Dirty Pictures (2000)

- Damaged Care (2002)

- The L Word (2004–2007)